# إغنم زمانك (مسرحية)
مسرحية اغنم زمانك، مسرحيه كويتيه قديمه قدمت عام 1966  من إنتاج فرقة المسرح العربي وهي من تأليف عبد الحسين عبد الرضا وشهدت هذه المسرحية انطلاقة الفنان محمد جابر بشخصية العيدروسي الشهيرة التي جسدها لأول مرة في هذه المسرحية.

## الممثلون
- عبد الحسين عبد الرضا
- سعاد عبد الله
- خالد النفيسي
- كاظم القلاف
- علي البريكي
- محمد جابر
- غانم الصالح